# Підземне сховище газу Pusztaederics
Підземне сховище газу Pusztaederics – об’єкт нафтогазової інфраструктури Угорщини. 
Сховище створили на основі виснаженого газового родовища Hahót-Ederics. З 1972-го у операціях зі зберігання газу використовували 5 свердловин, а до 1979-го до них додали ще 7, при цьому об’єм сховища становив 100 млн м3. Станом на початок 2000-х об’єм ПСГ досягнув 330 млн м3, при цьому використовували 23 свердловини. Наразі показник ПСГ номінується на рівні 340 млн м3 (крім того, обсяг буферного газу становить 266 млн м3). 
Зберігання ресурсу відбувається у пісковиковому  покладі товщиною 7 метрів, розташованому на  глибині 1400 метрів. Мінімальний та максимальний тиск у сховищі коливається від 6,5 до 14 МПа. Технічно можливий добовий відбір складає 2,9 млн м3 при добовому рівні закачування у 2,4 млн м3. ПСГ має компресорну станцію, потужність якої на початку 2000-х становила 11 МВт.
Сполучення з газотранспортною системою країни відбувається за допомогою перемичок діаметром по 400 та довжиною 13 км та 29 км до газопроводів Mezőszentgyörgy – Nagylengyel та Mezőszentgyörgy – Надьканіжа.